# آربيك

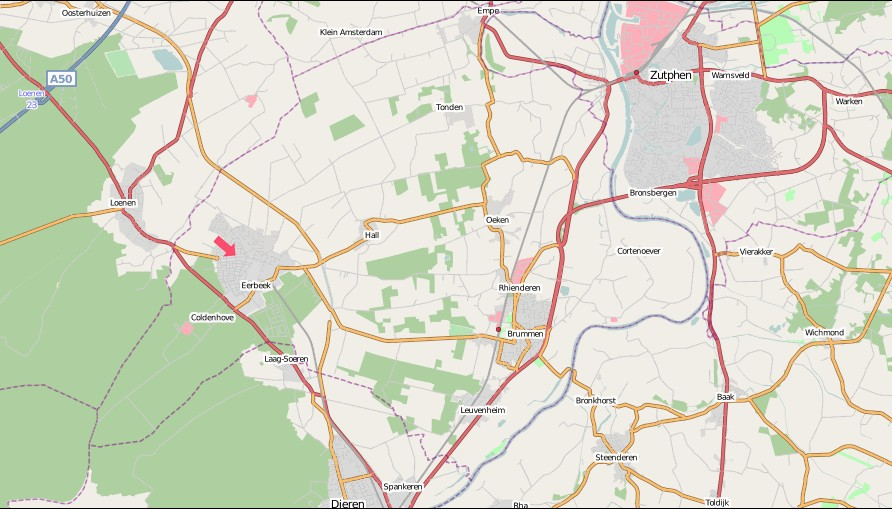
موقع آربيك من بلدية برومن

آرْبَيْك (بالهولندية: Eerbeek، يتأصل اسمها من Erbeke، من er أي التربة أو الطين وBeke أي الجدول أو التيار) هي مجمّع سكني ببلدية برومن، شرقي هولندا، وهي تعدّ 10.103 نسمة (2007). ذكرت لأوّل مرّة في كتب التاريخ عام 1046 م.